# Rozdělovské lípy
Rozdělovské lípy je skupina památných stromů v Rozdělově, západním předměstí středočeského statutárního města Kladna. Trojice přibližně 200letých lip malolistých (Tilia cordata) roste na historické rozdělovské návsi při kapličce sv. Mikuláše z roku 1802; prostranství, mírně se sklánějící k jihovýchodu, dosahuje v těchto místech úrovně 413 metrů nad mořem.
Lípy mají přibližně stejnou výšku (18 metrů), rozměrem kmene se však různí: severní a východní jsou znatelně štíhlejší (obvod kmene 195 a 190 cm) než lípa po jižní straně (315 cm). Skupina stromů u kapličky se nachází pod ochranou od roku 1985. Na místě viditelným označením je toliko kovový štítek na kmeni nejmohutnější z lip.

## Fotogalerie

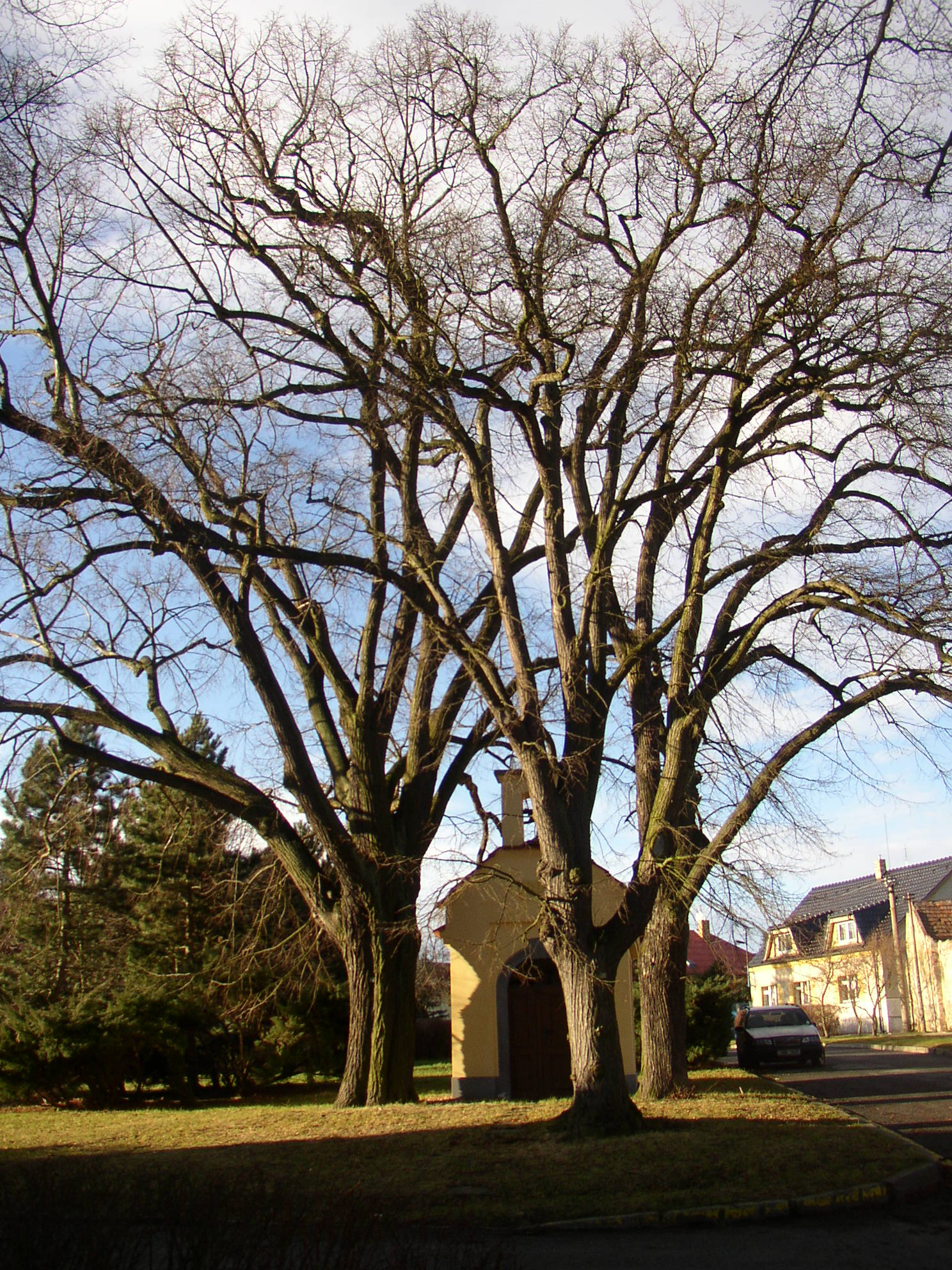
Celkový pohled od jv.
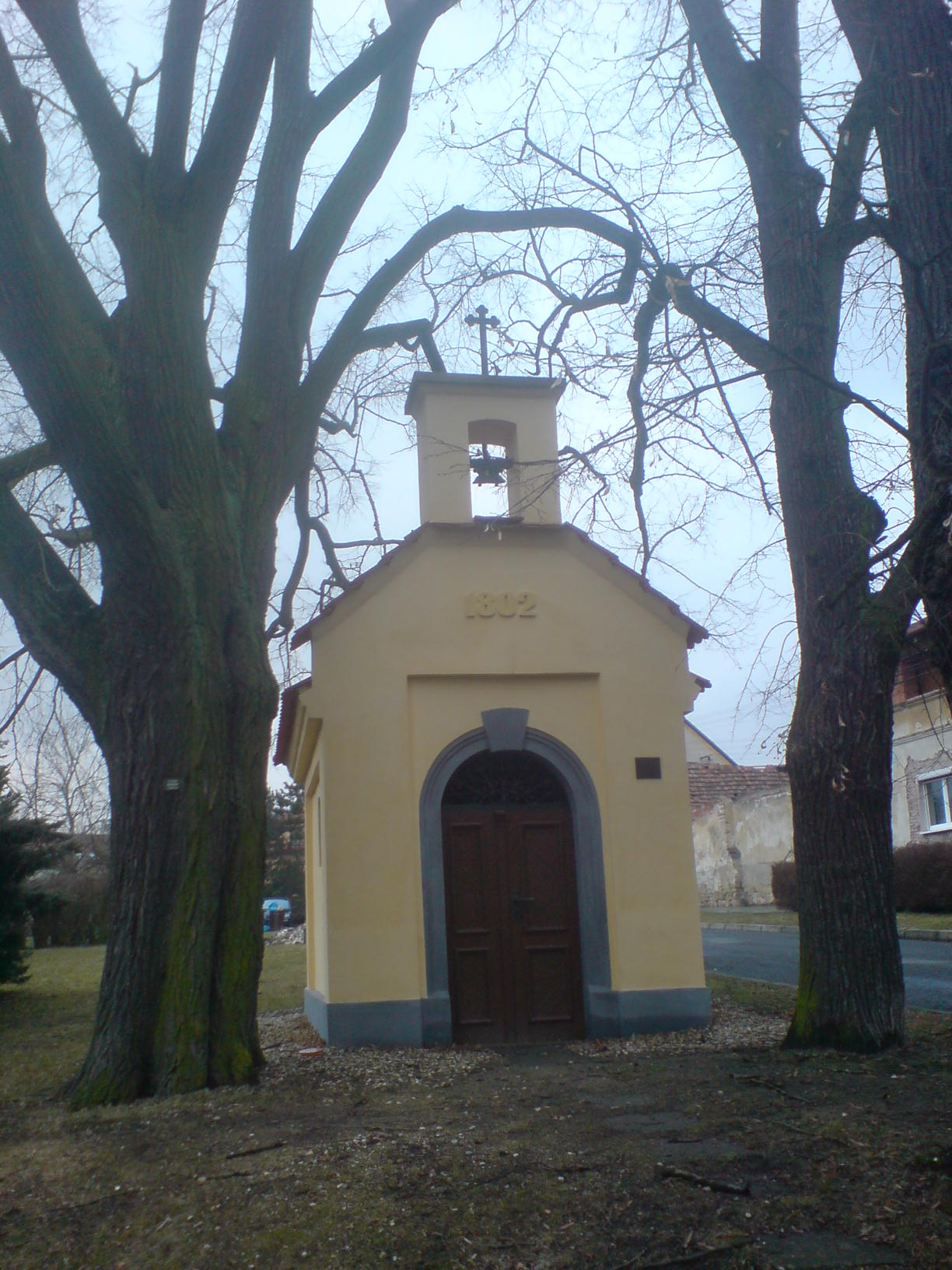
Průčelí kapličky s lípami při jižním i severním nároží
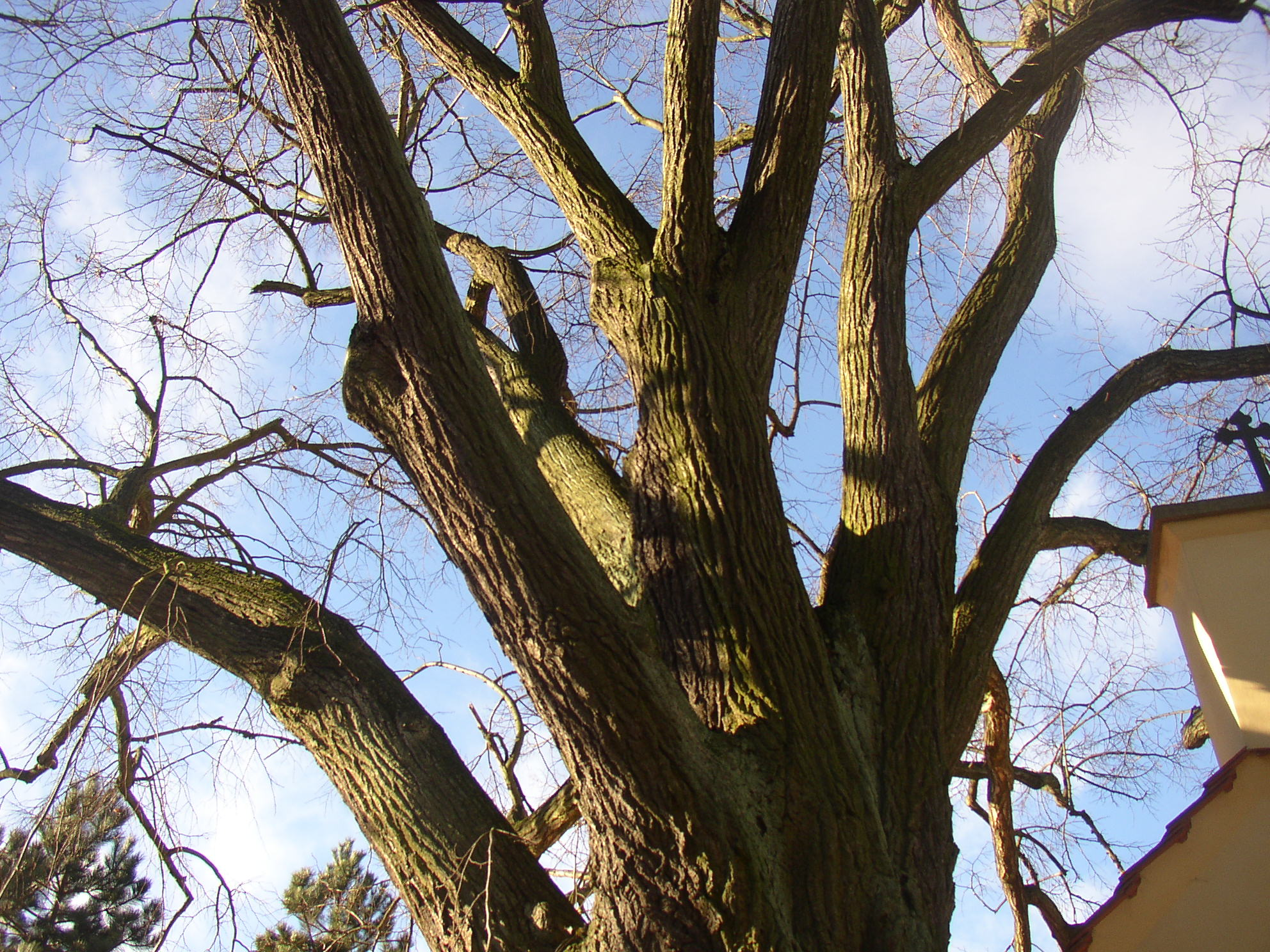
Koruna nejmohutnější, "jižní", lípy z východní strany
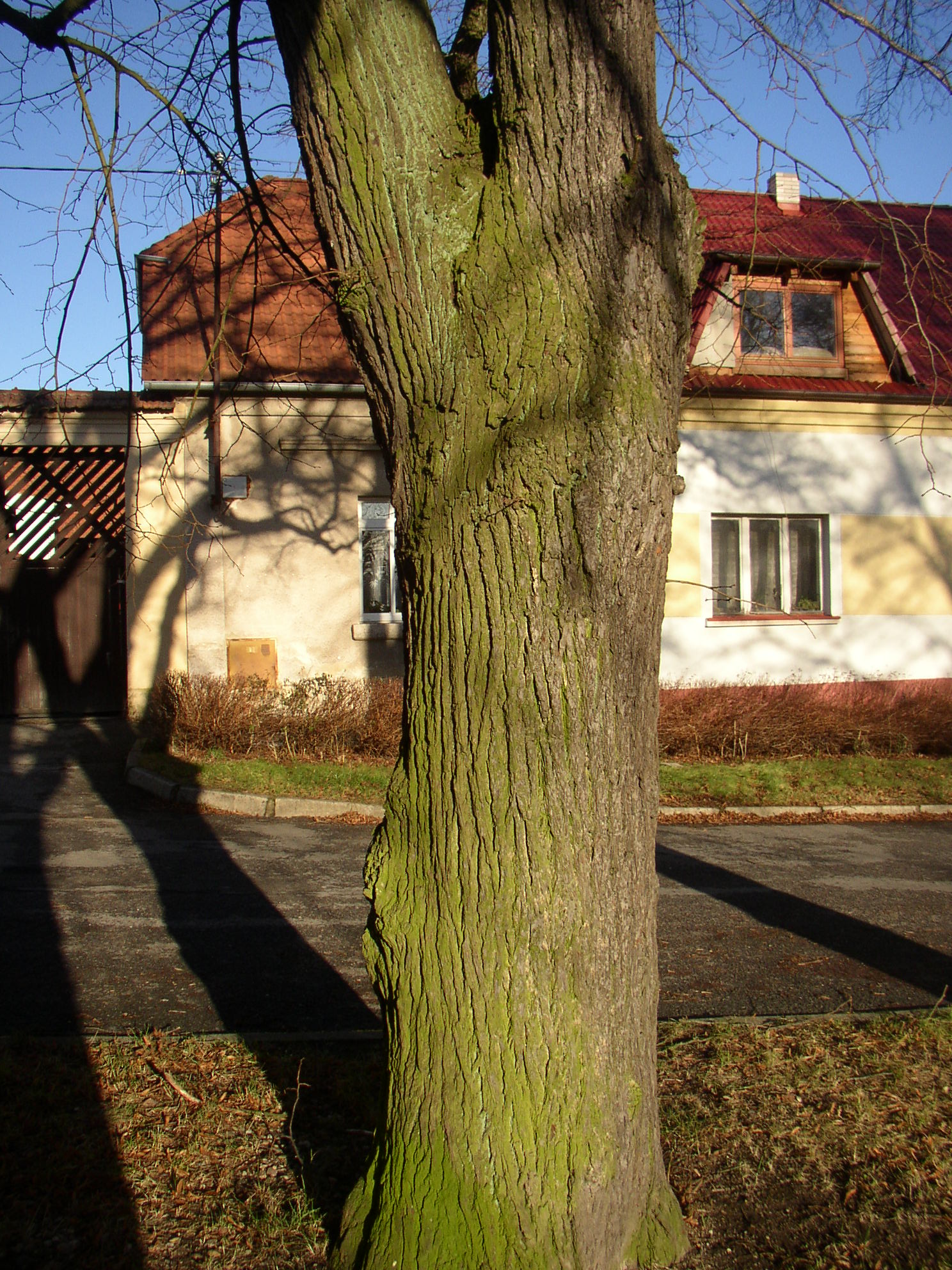
Kmen "severní" lípy z jz. strany
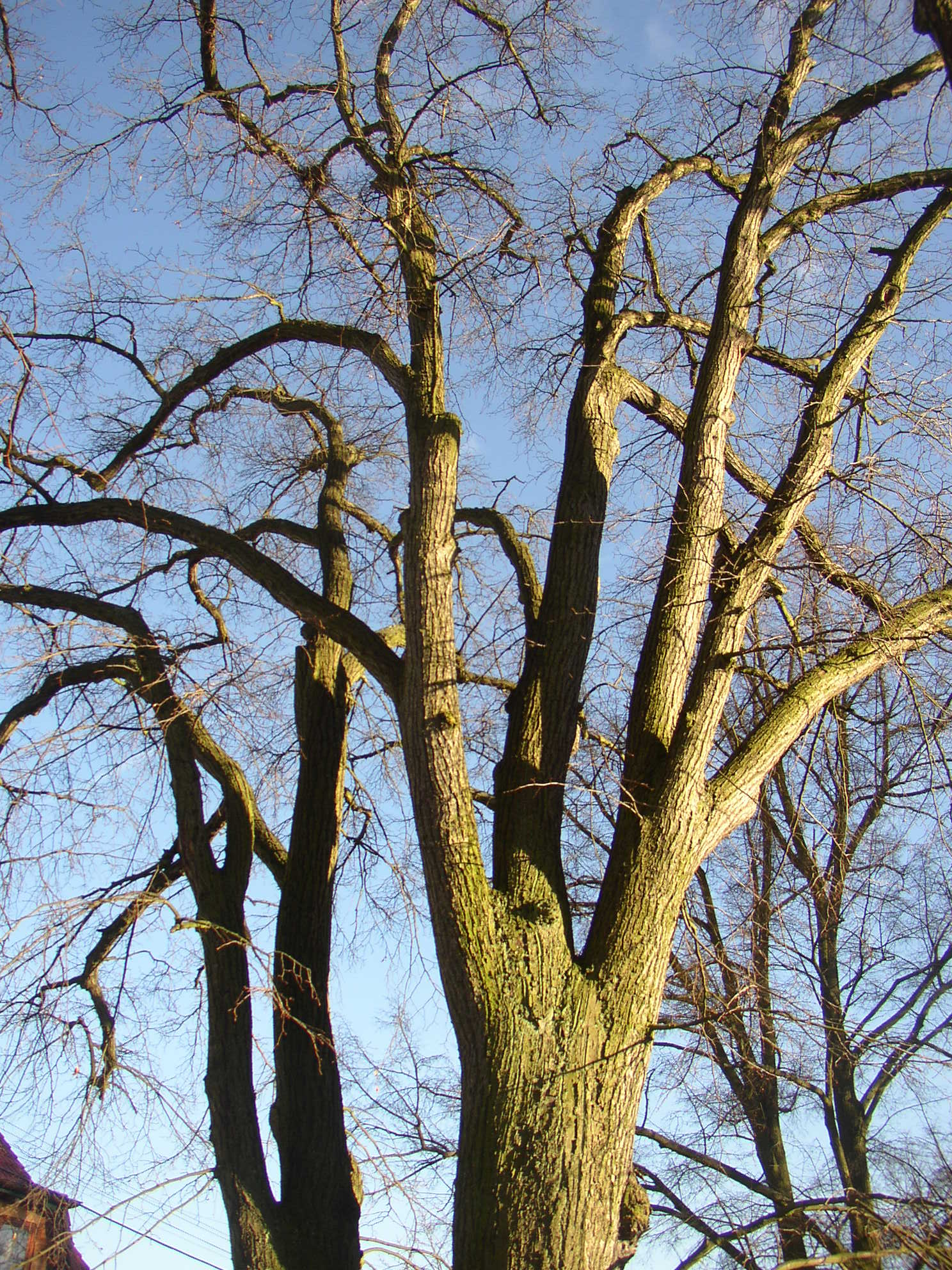
Koruna "východní" lípy ze západní strany

## Památné a významné stromy vokolí
- Babyka u Vinařic (5,0 km s.)
- Dub na Beraníku (Libušín, 3,1 km ssv.)
- Dub u Valdeka (4,5 km jjv.)
- Dub u Velké Dobré (1,8 km j.)
- Duby na Kopanině (4,9 km sz.)
- Jasan u Turyňského rybníka (Kamenné Žehrovice, 2,9 km zjz.)
- Jasan v Žilině (6,0 km jz.)
- Jasan v Motyčíně (4,5 km ssv.)
- Lípa v Kyšicích (5,6 km jv.
- Mrákavský dub (Kamenné Žehrovice, 2,0 km zjz.)
- Planá jabloň (Lhota, 5,9 km jjz.)
- Rozdělovské duby (1,7 km s.)
- Vrapický dub (8,0 km vsv.)
- Vrba v Libušíně (3,6 km ssz.)